# Hiệu kỳ tỉnh Lviv
Hiệu kỳ tỉnh Lviv (tiếng Ukraina: Прапор Львівської області) là lá cờ phản ánh lịch sử và truyền thống của tỉnh Lviv. Mẫu cờ này được Hội đồng tỉnh Lviv chuẩn thuận lưu hành ngày 27 tháng 2 năm 2001.

## Đặc điểm
Mẫu cờ tỉnh Lviv có hình chữ nhật với tỉ lệ 2:3, trung tâm lá cờ là hình ảnh sư tử vàng đội vương miện trên nền thiên thanh. Chiều cao sư tử tương ứng với 3/4 chiều rộng cờ, bề ngang sư tử ứng với 1/3 chiều dài cờ.
| Màu             | Thiên thanh           | Vàng                        |
| --------------- | --------------------- | --------------------------- |
| Pantone         | Pantone Coated 2935 C | Pantone Coated Yellow 012 C |
| RAL             | 5019 Capri blue       | 1023 Traffic yellow         |
| RGB color model | 0, 91, 187            | 255, 213, 0                 |
| CMYK            | 100, 47, 0, 0         | 0, 4, 100, 0                |
| HEX             | #0057B8               | #FFD700                     |
| Websafe         | #0066CC               | #FFCC00                     |